# (8) Flore
Pour les articles homonymes, voir Flore (homonymie) et Flora.
(8) Flore (désignation internationale (8) Flora) est un gros astéroïde de la ceinture principale. Il semble composé d'un mélange de roches silicates, de nickel et de fer.[réf. souhaitée]
C'est le membre le plus important de la famille de Flore, un fragment d'un corps éclaté par une violente collision.
Il a été découvert par John Russell Hind le 18 octobre 1847, sa seconde découverte après (7) Iris. Son nom a été proposé par John Herschel, d'après Flore, déesse latine des fleurs et des jardins, épouse de Zéphyr (personnification du vent d'ouest), mère du printemps, et dont l'équivalent grec est Chloris (qui a son propre astéroïde, (410) Chloris).
Les premiers astéroïdes découverts possèdent un symbole astronomique et celui de Flore est .

## Compléments